# Phantasm III: Lord of the Dead
Phantasm III: Lord of the Dead (Phantasma: El pasaje del terror en España, Fantasma III, pasaje al horror en Argentina y Fantasma: el amo de los muertos en México) es una película de horror de 1994 dirigida por Don Coscarelli y protagonizada por Reggie Bannister, A. Michael Baldwin y Bill Thornbury. 
Es la tercera película de la saga Phantasm, que está compuesta por un total de cinco películas rodadas entre 1979 y 2016.

## Argumento
Mike y Reggie siguen luchando contra El Hombre Alto y su séquito de criaturas. Esta vez, El Hombre Alto tiene planes diabólicos respecto a Mike, y no descansará hasta conseguir su propósito de que caiga a sus pies.

## Reparto
| Actor               | Personaje             |
| ------------------- | --------------------- |
| Reggie Bannister    | Reggie                |
| A. Michael Baldwin  | Mike                  |
| Bill Thornbury      | Jody                  |
| Gloria Lynne Henry  | Rocky                 |
| Kevin Connors       | Tim                   |
| Cindy Ambuehl       | Edna                  |
| John Davis Chandler | Henry                 |
| Brooks Gardner      | Rufus                 |
| Angus Scrimm        | El Hombre Alto        |
| Irene Roseen        | Enfermera Del Demonio |

## Producción
La película fue rodada en los estados estadounidenses de California y Washington y en Canadá.

## Recepción
Hoy en día el filme ha sido valorada en portales cinematográficos y por los críticos profesionales. En IMDb, por ejemplo, con aproximadamente 11 000 votos registrados, la película obtiene una media ponderada de 6,0 sobre 10. En cuanto a Rotten Tomatoes, los más de 5000 votos registrados en el portal le dieron allí una valoración media de 3,1 de 5, mientras que 3 de los 8 críticos profesionaes registrados allí le dieron su aprobación. También nay que destacar, que en el periódico La Vanguardia los usuarios que dieron allí su opinión al respecto le dieron al largometraje una aprobación del 58 %.